# بویکو بوریسوف
بویکو بوریسوف (بلغاری: Бойко Методиев Борисов؛ زاده ۱۳ ژوئن ۱۹۵۹) یک بازیکن فوتبال و سیاست‌مدار اهل بلغارستان است.